# Raymundo Ottoni de Castro Maia
Raymundo Ottoni de Castro Maya (Paris, 22 de março de 1894 — Rio de Janeiro, 29 de junho de 1968) foi um empresário brasileiro, atuante em atividades industriais (fabrico de óleos vegetais para uso doméstico e industrial) e em atividades comerciais (comércio atacadista de tecidos), que se destacou sobretudo como grande colecionador de arte, formando grande acervo, que mais tarde viria a ser objeto da Fundação Castro Maya, que os mantém em exposição permanente nos Museu da Chácara do Céu, e Museu do Açude, ambos abertos ao público nas suas então residências, em Santa Teresa e Alto da Boa Vista, respectivamente, na cidade do Rio de Janeiro.

## Biografia
Era filho do engenheiro Raymundo de Castro Maya, homem culto à época, e que fora pessoalmente convidado por D. Pedro II para ser preceptor de seus netos, tendo destacado-se como técnico da Estrada de Ferro D. Pedro II (Estrada de Ferro Central do Brasil), e de Teodósia Ottoni de Castro Maia, herdeira de tradicional família de liberais mineiros.

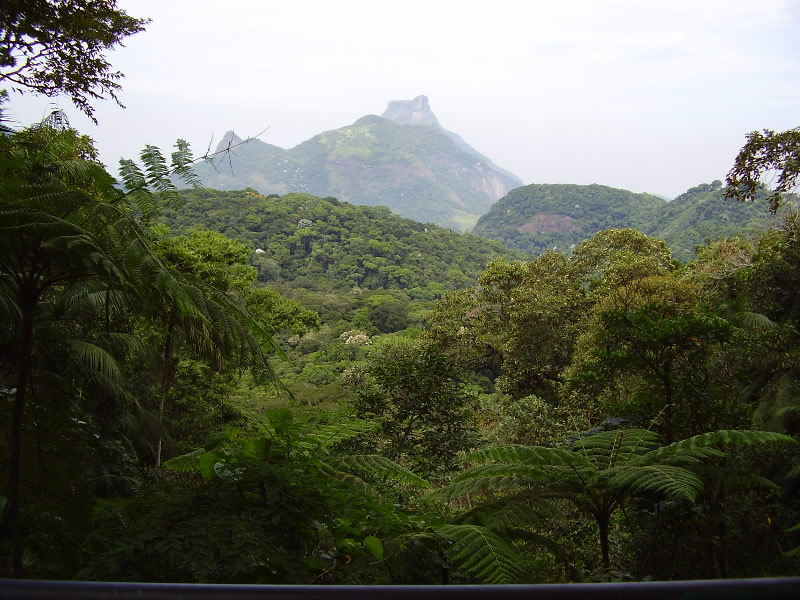
Vista do Parque Nacional da Tijuca, Alto da Boa Vista, Rio de Janeiro.

### Um homemmultifacetado
Bacharel em direito, industrial, esportista e incentivador dos esportes, pioneiro da preocupação ecológica, editor de livros, colecionador, fundador de museus e de sociedades culturais, defensor do patrimônio histórico, artístico e natural, Castro Maia era uma personagem real da cena carioca, que se destacava em um Rio de Janeiro, do início e de meados do século XX, que clamava por cultura, tal como ele muito a tinha, e deixou de sobra. Sua maior empresa  fora a Cia. Carioca Industrial, conhecida por seu produto mais popular, a Gordura de Coco Carioca. Castro Maia era ainda o detentor sobre os direitos da também conhecida marca Tigre de óleos vegetais, fabricados em suas indústrias.
Na década de 1940, exerceu sua única função pública, a convite do então prefeito carioca, Henrique Dodsworth. Sua missão era a de coordenar os trabalhos de remodelação da Floresta da Tijuca (Parque Nacional da Tijuca), o que executou com tamanho êxito, que o novo e remodelado parque chegou a alcançar a média de cinco mil visitantes por fim de semana, logo em seguida. No entanto, a sua módica remuneração pelos feitos, deu-lhe, bem ao estilo carioca, o apelido de one dollar man.

### O colecionador
Foi, entretanto, a sua atividade como colecionador e homem das artes, que permitiu ao Brasil amealhar um raro acervo de obras de alta representatividade artística.
Entre inúmeras iniciativas no campo cultural, Castro Maya: criou a Sociedade dos Cem Bibliófilos do Brasil, em 1943, preenchendo um vão cultural existente, pela promoção da edição de 23 livros; criou a Sociedade Os Amigos da Gravura, em 1952, contribuindo para difundir o gosto pela gravura, enquanto manifestação artística; foi um dos fundadores do Museu de Arte Moderna do Rio de Janeiro, em 1948, do qual foi seu primeiro presidente; coordenou a comissão organizadora do IV Centenário da Cidade do Rio de Janeiro, em 1964/1965; executou importantes funções na Câmara do Patrimônio Histórico e Artístico Nacional do Conselho Federal de Cultura, para a qual fora nomeado em 1967; editou livros de Debret (Viagem Pitoresca e Histórica ao Brasil, 1954) e de Gilberto Ferrez (A Muito Leal e Heróica Cidade de São Sebastião do Rio de Janeiro, 1965); publicou o livro, de sua autoria, sobre a Floresta da Tijuca, em 1967.
E finalmente criou seu maior legado ao povo carioca: a Fundação Raymundo Ottoni de Castro Maya, registrada em 1963, que abriu ao público 22 mil peças adquiridas e colecionadas em toda sua vida, e finalmente expostas no Museu do Açude em 1964 e no Museu da Chácara do Céu em 1972, este último já posteriormente a sua morte.